# 梅森城 (伊利諾伊州)
梅森城（英語：Mason City）是一個位於美國伊利諾伊州梅森縣的城市。

## 地理
梅森城的座標為40°12′11″N 89°41′46″W / 40.20306°N 89.69611°W，而該地的平均海拔高度為177米（即581英尺）。

## 人口
根據2010年美國人口普查的數據，梅森城的面積為2.63平方千米，當中陸地面積為2.63平方千米，而水域面積為0.00平方千米。當地共有人口2343人，而人口密度為每平方千米890.87人。